# Arpalico (padre di Arpalice)
Arpalico (in greco antico: Ἁρπάλυκος?, Harpálykos) era un personaggio della mitologia greca, re degli Aminnei in Tracia e padre di Arpalice.

## Mitologia
Crebbe sua figlia che, rimasta orfana di madre in tenera età da lui fu addestrata a vivere come un maschio e cresciuta con latte di mucca e di cavalla. Arpalico le insegno anche a correre velocemente. 
 
Quando Neottolemo ritornò da Troia lo attacco ferendolo gravemente, lei difese il padre  mettendo Neottolemo in fuga e salvando così Arpalico.
Arpalico morì durante una ribellione degli stessi Aminnei.